# Chūbu

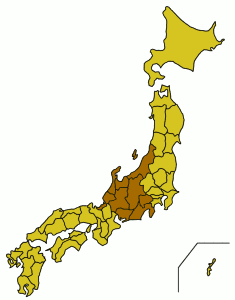
Região de Chubu, Japão

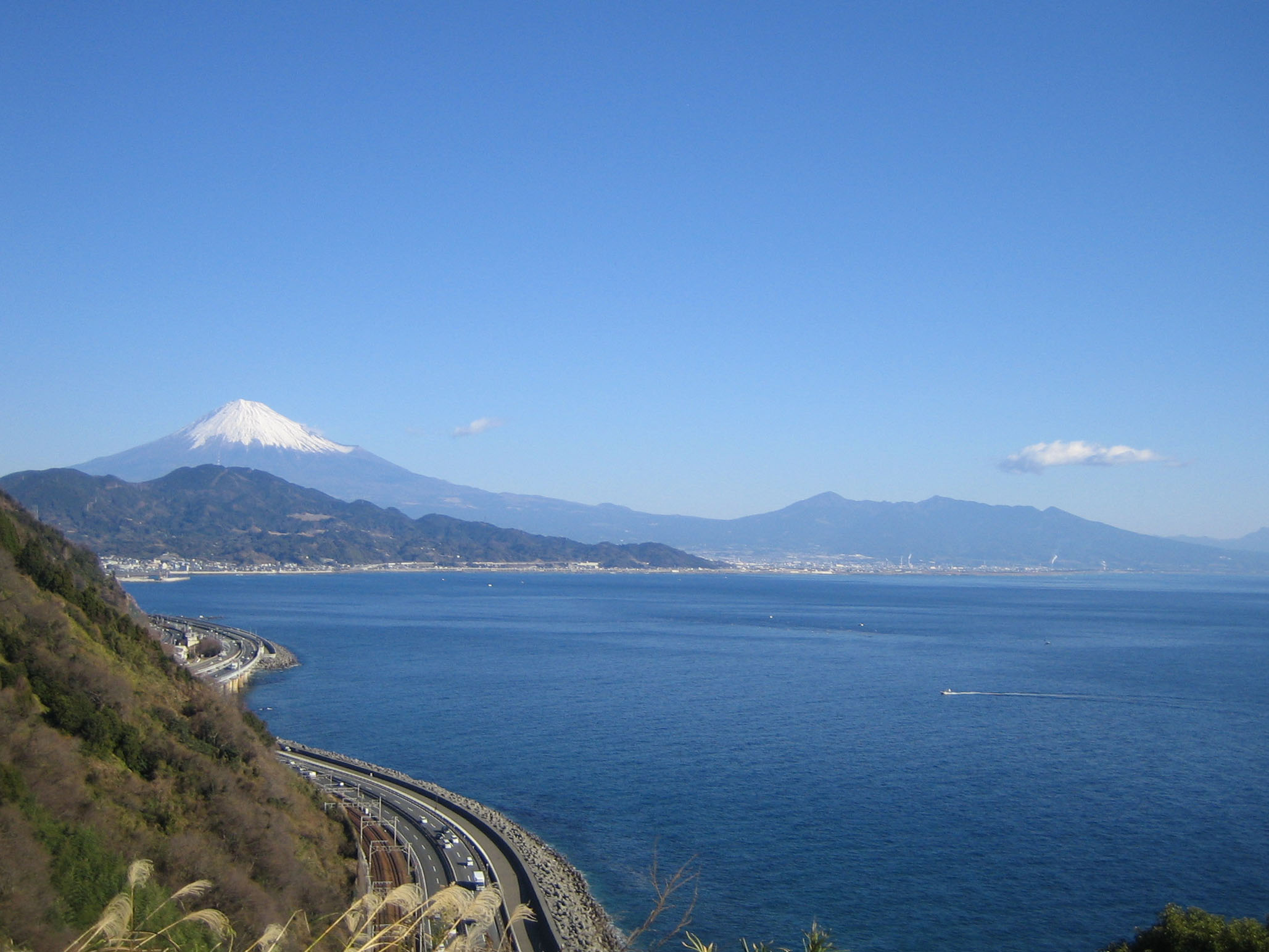
Monte Fuji é o marco mais famoso da região de Chūbu.

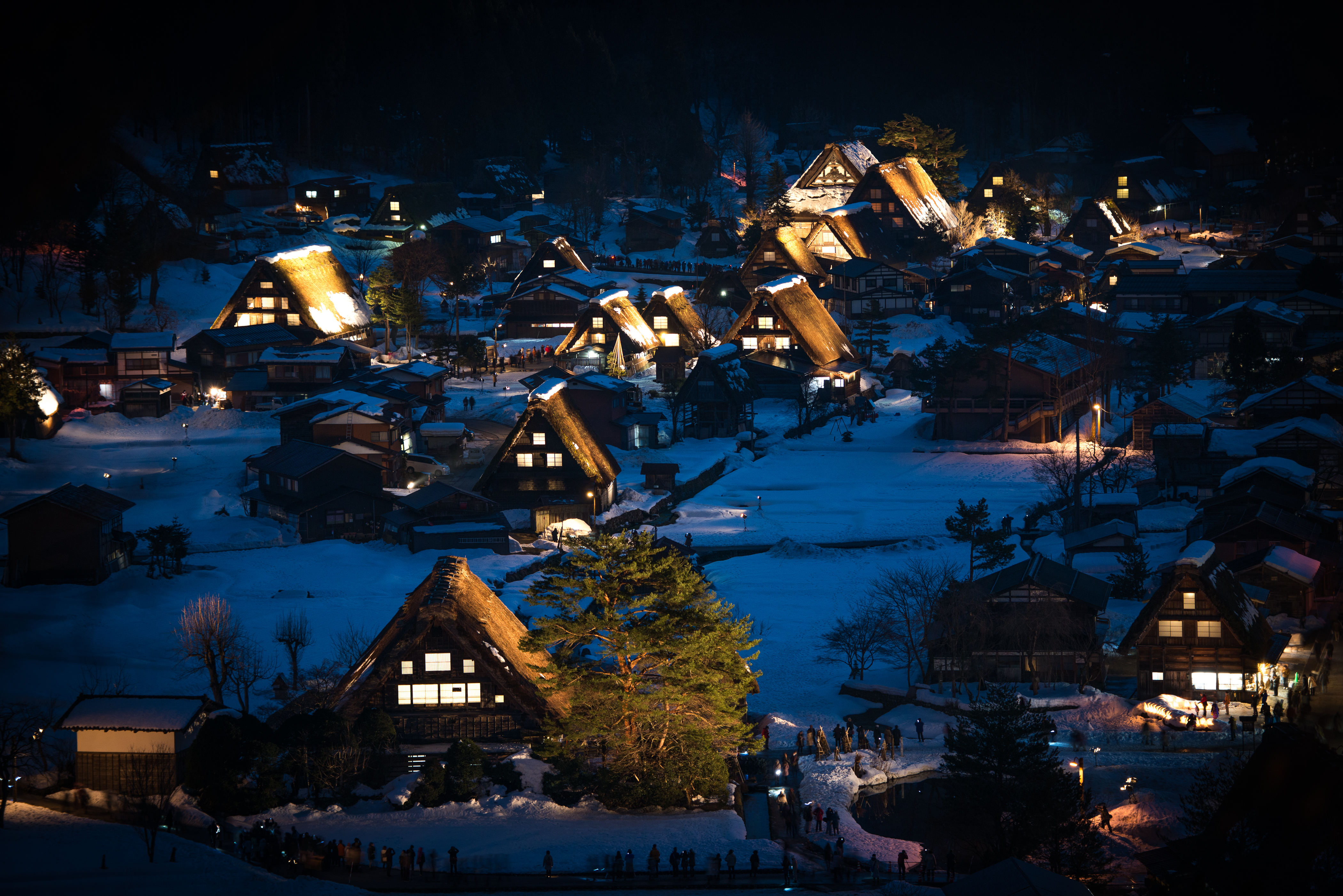
Aldeias históricas de Shirakawa-gō e Gokayama em Chūbu

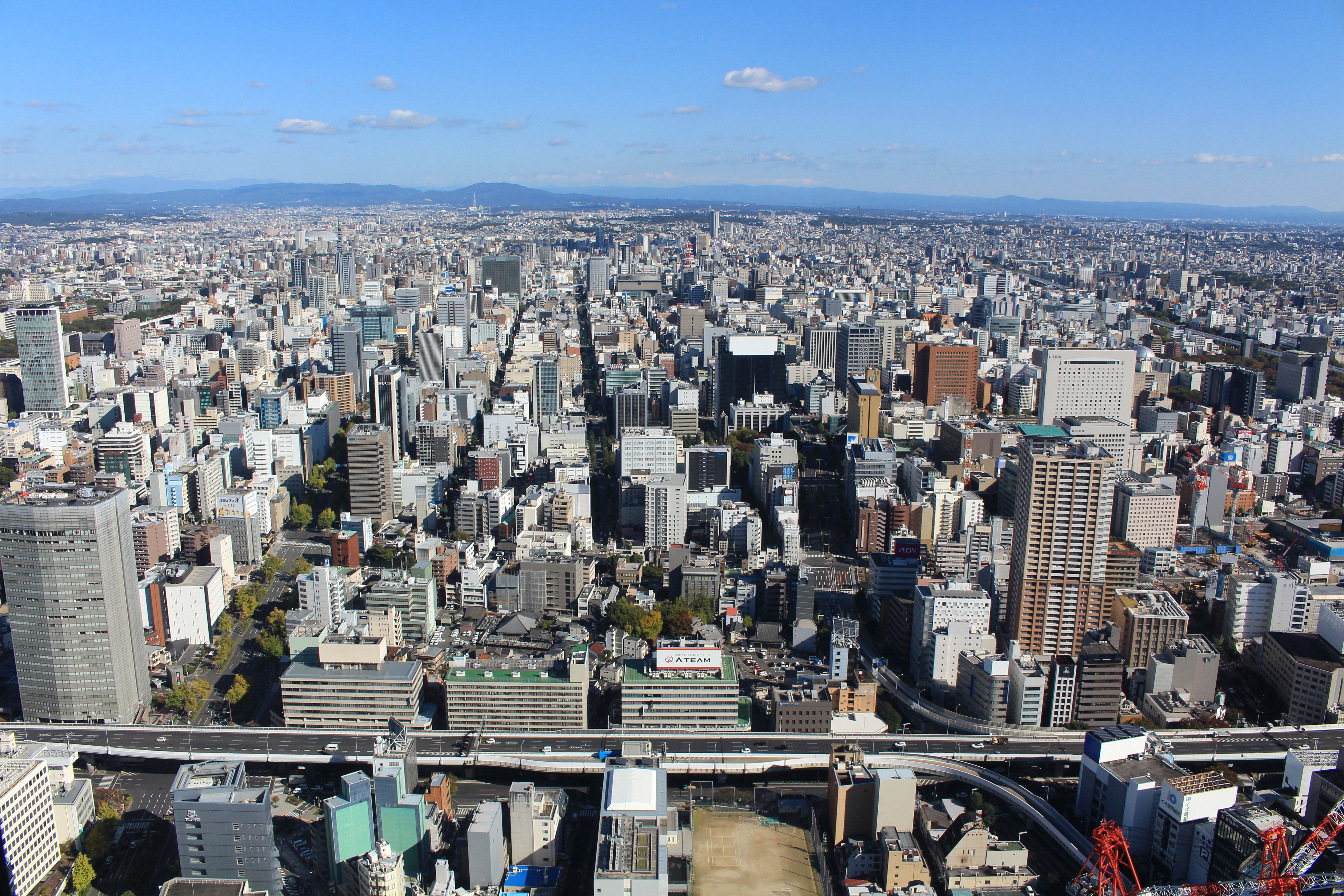
Central Nagoya

A Região de Chūbu (em japonês: 中部地方, transl. Chūbu-chihō), Região Central, ou Japão Central (em japonês: 中部日本, Chūbu-nihon) é a região central da principal ilha do Japão, Honshu.
Chūbu tinha uma população de 21.715.822 habitantes em 2010.. Abrange nove prefeituras (ken): Aichi, Fukui, Gifu, Ishikawa, Nagano, Niigata, Shizuoka, Toyama, e Yamanashi.
Está localizada entre as regiões de Kanto, Tohoku e Kansai. A sua costa é banhada pelo Oceano Pacífico e pelo Mar do Japão. Entre as suas estâncias de montanha encontramos o Monte Fuji. Inclui a cidade de Nagoya.
Chubu é constituída por outras três sub-regiões importantes: Tokai, na costa do Oceano Pacífico; Hokuriku na costa do mar do Japão e Koshin'etsu na restante área.
A região é a parte mais larga de Honshu e a parte central é caracterizada por montanhas altas e escarpadas. Os Alpes japoneses dividem o país no lado do Pacífico, ensolarado no inverno, e no lado do Mar do Japão, com neve no inverno.
A região é servida pelo Aeroporto de Nagoya, que se localiza perto de Nagoya, nas cidades de Komaki e Kasugai. O Aeroporto Internacional de Chubu, construído numa ilha artificial, afastada da costa, irá substituir o aeroporto de Nagoya na função de aeroporto comercial, que foi inaugurado em 2005.

## Sub-regiões

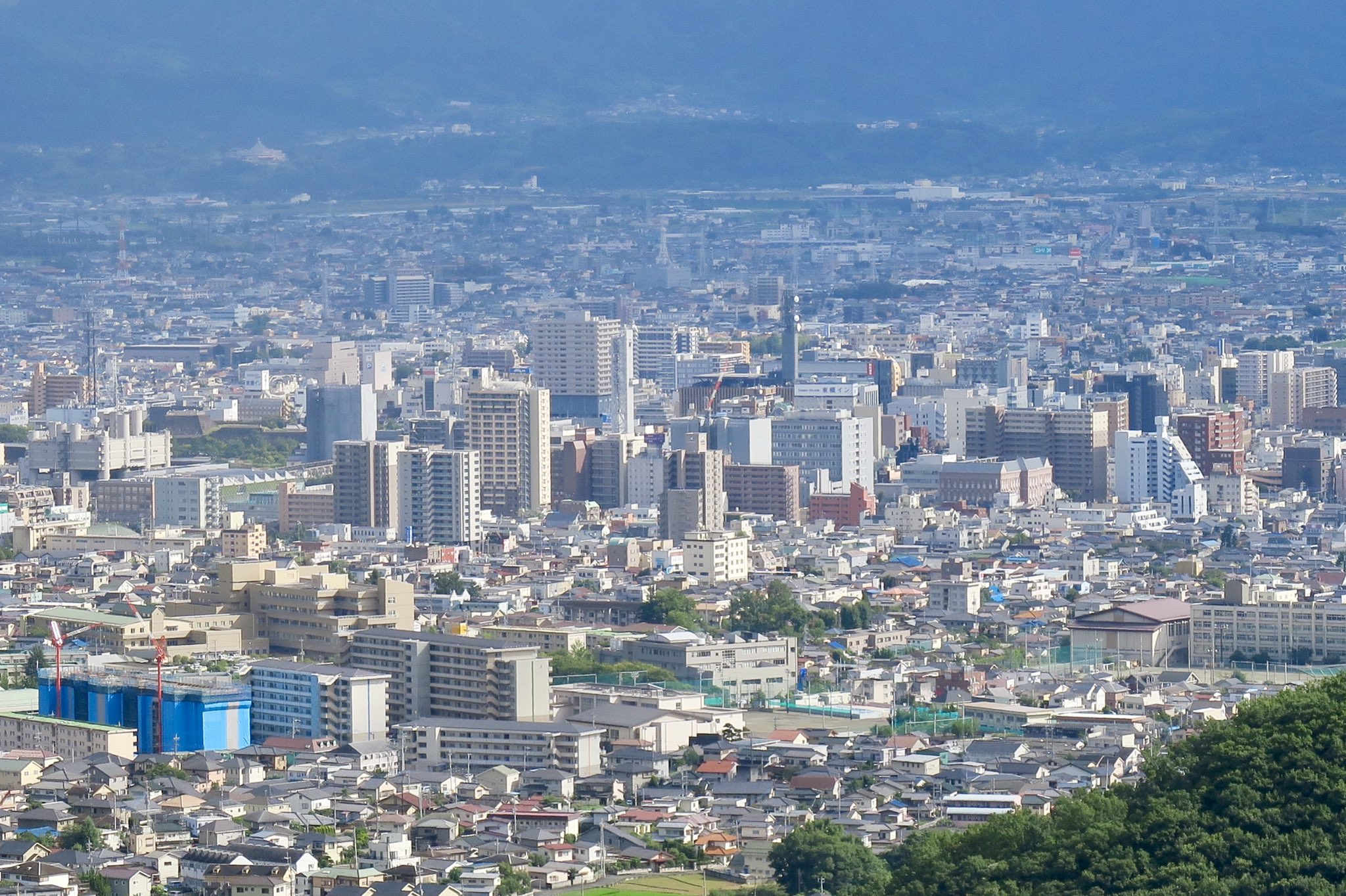
Centro da cidade de Kofu.

A região de Chūbu abrange uma área grande e geograficamente diversa de Honshū que leva a que seja dividida em três sub-regiões distintas: Tōkai, Kōshin'etsu e Hokuriku. Há também outra sub-região ocasionalmente referida nos círculos empresariais chamado  Chūkyō.

### Tōkai
A região de Tōkai, na sua maioria fronteira com o Oceano Pacífico, é um corredor estreito interrompido em lugares por montanhas que desciam para o mar.
Desde o período Tokugawa (1600-1867), este corredor tem sido crítico na ligação entre Tóquio, Kyoto e Osaka. Uma das estradas antigas mais importantes do Japão, a Tōkaidō, passava por ele ligando Tóquio (na época chamada Edo) e Kyoto, a antiga capital imperial. No século XX, tornou-se o caminho para novas estradas super expressas e linhas ferroviárias de alta velocidade (shinkansen). A área é composta pelas prefeituras de Aichi, Mie, Shizuoka e Gifu do sul.
Um número de pequenas planícies aluviais é encontrado na seção do corredor. Um clima ameno, uma localização favorável relativamente próxima dos grandes complexos metropolitanos e a disponibilidade de transporte rápido tornaram esta área um centro de jardinagem de caminhões e vegetais fora de época. Áreas montanhosas de colinas são extensivamente entregues ao cultivo de tangerina e chá. Nagoya, que fica de frente para Ise Bay, é um centro para a indústria pesada, incluindo a fabricação de ferro e aço e máquinas. O corredor também possui vários centros industriais pequenos, mas importantes. A parte ocidental de Tōkai inclui a planície de Nōbi, onde o arroz estava sendo cultivado no século VII.

### Kōshin'etsu
Kōshin'etsu é uma área de montanhas altas e complexas e acidentadas - muitas vezes chamada de "teto do Japão" - que inclui os Alpes japoneses. A população concentra-se principalmente em seis bacias elevadas conectadas por vales estreitos. Foi por muito tempo uma área principal de produção de seda, embora a produção tenha diminuído após a Segunda Guerra Mundial. Grande parte do trabalho anteriormente exigido na produção de seda foi absorvido pela diversificada indústria manufatureira do distrito, que incluía instrumentos de precisão, máquinas, têxteis, processamento de alimentos e outras manufaturas leves. Kōshin'etsu significa prefeituras de Yamanashi, Nagano e Niigata; Niigata também está incluído na região de Hokuriku. Yamanashi, Nagano e norte da província de Gifu são algumas vezes referidas como região Chūō-kōchi ou Tōsan.

### Hokuriku
A região de Hokuriku fica na costa do Mar do Japão, a noroeste das maciças montanhas que compõem o Kōshin'etsu. Hokuriku inclui as quatro prefeituras de Ishikawa, Fukui, Niigata e Toyama.
O distrito tem nevascas muito fortes (às vezes o suficiente para bloquear estradas importantes) e ventos fortes no inverno, e seus rios turbulentos são a fonte de energia hidrelétrica abundante. A prefeitura de Niigata é também o local de produção doméstica de gás e petróleo. O desenvolvimento industrial é extenso, especialmente nas cidades de Niigata e Toyama; As prefeituras de Fukui e Ishikawa também têm grandes indústrias manufatureiras.
Historicamente, o desenvolvimento de Hokuriku é devido aos mercados na região de Kansai, no entanto, recentemente, as áreas urbanas no coração da região de Kanto e da sub-região de Tōkai também estão tendo uma forte influência. Hokuriku tem instalações portuárias que são principalmente para facilitar o comércio com a Rússia, Coreia e China. O transporte entre Niigata e Toyama costumava ser geograficamente limitado e, por isso, Niigata tem visto uma influência especialmente forte da região de Kanto, por isso a Prefeitura de Niigata é frequentemente classificada como parte da região de Kōshin'etsu com as Prefeituras de Nagano e Yamanashi.

## Geografia

### Prefeituras e Cidades
- Pefeitura de Aichi : Anjo, Bisai, Chiryu, Chita, Gamagori, Handa, Hekinan, Ichinomiya, Inazawa, Inuyama, Iwakura, Kariya, Kasugai, Komaki, Konan, Nagoya (capital)Nishio, Nisshin,Miyoshi,Okazaki, Obu, Owariasahi, Seto, Shinshiro, Tahara, Takahama, Tokoname, Tokai, Toyoake, Toyohashi, Toyokawa, Toyota,Tsushima
- Pefeitura de Fukui : Fukui (capital), Katsuyama, Obama, Ono, Sabae, Takefu, Tsuruga
- Pefeitura de Gifu : Ena, Gero, Gifu (capital), Gujo, Hashima, Hida, Kakamigahara, Kani, Mino, Minokamo, Mizuho, Mizunami, Motosu, Nakatsugawa, Ogaki, Seki, Tajimi, Takayama, Toki, Yamagata
- Pefeitura de Ishikawa : Hakui, Kaga, Kahoku, Kanazawa (capital), Komatsu, Matto, Nanao, Suzu, Wajima
- Pefeitura de Nagano : Azumino, Chikuma, Chino, Iida, Iiyama, Ina, Komagane, Komoro, Matsumoto, Nagano (capital), Nakano, Okaya, Omachi, Saku, Shiojiri, Suwa, Suzaka, Tomi, Ueda
- Pefeitura de Niigata : Agano, Gosen, Itoigawa, Joetsu, Kamo, Kashiwazaki, Minamiuonuma, Mitsuke, Murakami, Myoko, Nagaoka, Niigata (capital), Niitsu, Ojiya, Sado, Sanjo, Shibata, Shirone, Tochio, Tokamachi, Toyosaka, Tsubame, Uonuma
- Pefeitura de Shizuoka : Atami, Fuji, Fujieda, Fujinomiya, Fukuroi, Gotenba, Hamakita, Hamamatsu, Ito, Iwata, Izu, Kakegawa, Kosai, Mishima, Numazu, Omaezaki, Shimada, Shimoda, Shizuoka (capital), Susono, Tenryu, Yaizu
- Pefeitura de Toyama : Himi, Kurobe, Namerikawa, Nanto, Oyabe, Shinminato, Takaoka, Tonami, Toyama (capital), Uozu
- Pefeitura de Yamanashi : Enzan, Fujiyoshida, Fuefuki, Hokuto, Kofu (capital), Kai, Minami-arupusu, Nirasaki, Otsuki, Tsuru, Yamanashi

1. 1 2  Ministério dos Assuntos Internos e Comunicações Statistics Bureau (26 de outubro de 2011). «平成 22 年国勢調査の概要» (PDF). Consultado em 6 de maio de 2012
2. ↑  Nussbaum, Louis-Frédéric. (2005). "Chūbu" no Japan Encyclopedia, p. 126, p. 126, no Google Livros